# کریستیان ساسینو
 کریستیان ساسینو (انگلیسی: Christian Saceanu؛ زاده ۸ ژوئیهٔ ۱۹۶۸) یک تنیس‌باز اهل آلمان است.